# Maître de Třeboň
Le Maître du retable de Třeboň ou Maître de Třeboň ou Maître de Wittingau est un peintre du gothique international de la seconde moitié du XIVe siècle, représentant majeur de l'École de Bohême (de). 
Il est célèbre pour être l'auteur de panneaux pour le retable de l'église abbatiale Saint-Éloi de Wittingau (aujourd'hui Třeboň), appartenant alors aux augustins. Ces tableaux représentent des épisodes de la Passion du Christ et se trouvent aujourd'hui à la filiale de la galerie nationale de Prague, au couvent Sainte-Agnès. Il en subsiste trois: Le Christ au Mont des Oliviers, La Mise au tombeau du Christ et La Résurrection du Christ.

## Œuvre
L'artiste s'est formé en s'inspirant des peintures du château de Karlstein de Maître Théodéric, de celles de la cathédrale de Prague et du couvent d'Emmaüs. Il connaissait certainement des œuvres de la peinture française et de la peinture lombarde, mais surtout celles alors en vogue à la Cour de Bourgogne. Il peint en 1380 une Vierge des Douleurs et une Vierge à l'Enfant, dite de Raudnitz, conservée aujourd'hui à Prague.

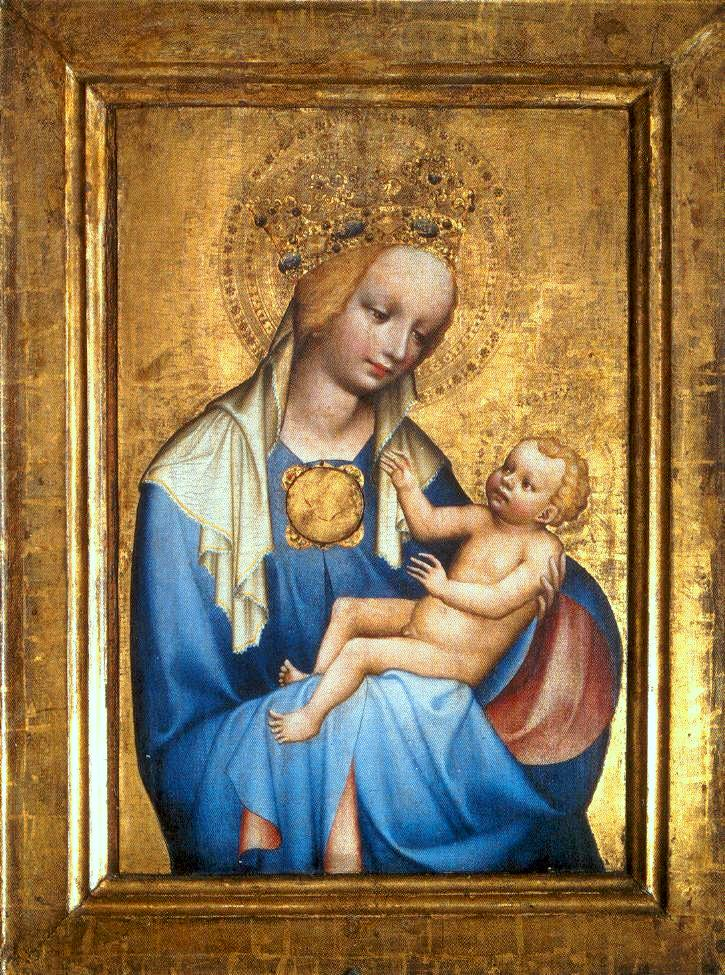
Vierge de Roudnice, vers 1385-1390.
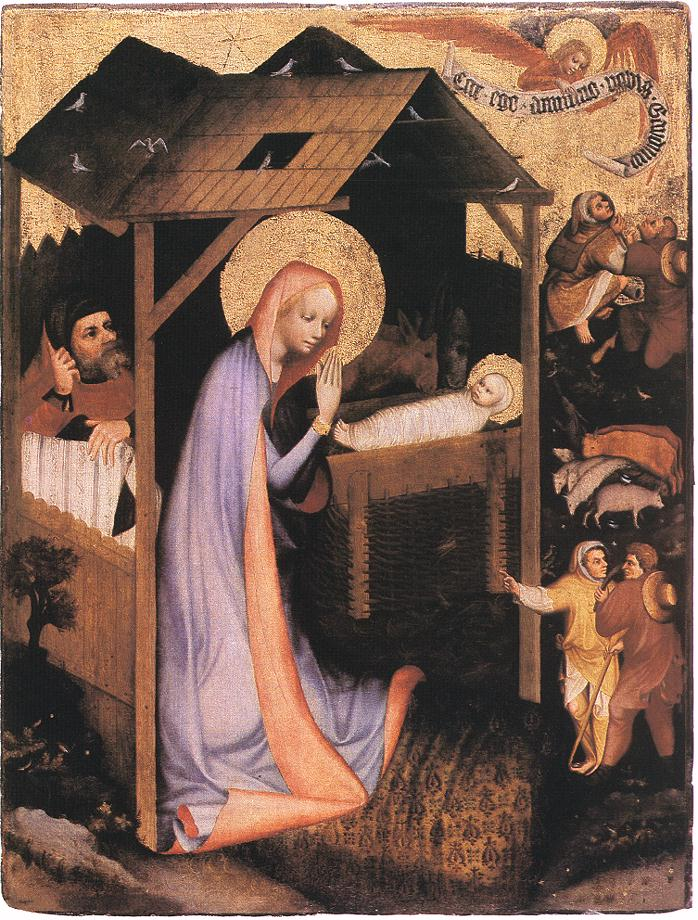
Adoration de Jesus, avant 1380.
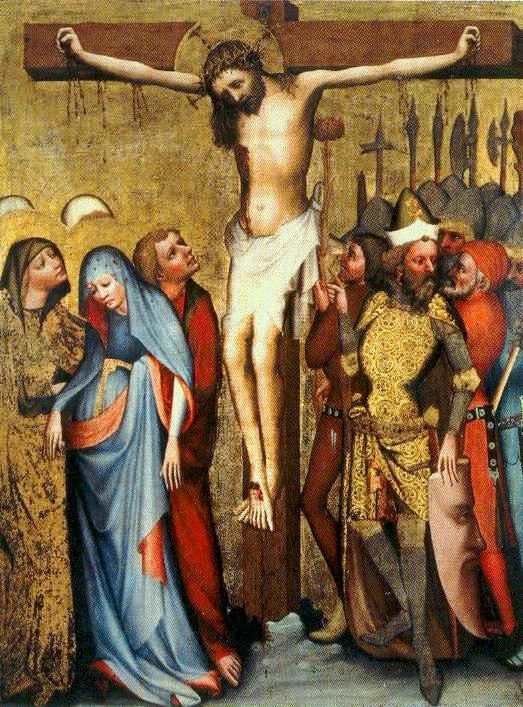
Crucifixion.

## Style
Le Maître de Wittingau, à la poésie empreinte d'un mysticisme né de la réalité, est le fondateur du « style fleuri », ou « beau style », typique du gothique international de Bohême, qui inscrit pour la première fois en Bohême des figures modelées en clair-obscur dans des espaces organisés en profondeur. L'intensité des expressions mises en valeur par un fin glacis est remarquable et la touche pathétique des personnages va influencer durablement les peintres du royaume.
D'autres tableaux datant d'après 1380 sont attribués à son atelier, comme l'Adoration des mages, la Vierge de l'Aracœli de Prague (premier tableau de Bohême à être encadré dans un cadre spécialement décoré, comme faisant partie de la composition), et une Crucifixion.
Son influence est visible auprès de plusieurs artistes du Saint-Empire, dont le Maître du retable de Bamberg, et les enlumineurs de l'atelier de Wenceslas, comme Maître Frana.